# Хатем Бен Арфа
Хатем Бен Арфа (на арабски: حاتم بن عرفة‎е) e бивш френски футболист от тунизийски произход, роден на 7 март 1987 г. в Кламарт – югозападно предградие на Париж, Франция. През 2008 г. е избран за най-добър млад футболист във Франция. Играе като ляво крило или атакуващ полузащитник зад нападателя.